# Бобруйскмебель
ЗАО «Бобруйскмебель» (бел. ЗАТ «Бабруйскмэбля»; Бабруйская мэблевая фабрыка) — белорусское предприятие по производству мебели, расположенное в Бобруйске (Могилёвская область).

## История
Мебельная фабрика в Бобруйске была создана в 1922 году как столярная мастерская (по другой информации, предприятие возникло в 1924 году). В 1926 года мастерская преобразована в мебельную фабрику имени С. Н. Халтурина. Фабрика восстановила работу после Великой Отечественной войны в 1944 году. В 1971—1990 годах фабрика находилась в составе производственного объединения «Бобруйскдрев». В 1973 году на фабрике был построен новый мебельный цех. 2 февраля 1990 года фабрика выделена из состава ПО «Бобруйскдрев» и передана в подчинение Министерства лесной промышленности Белорусской ССР. 29 августа 1990 года было создано ПО «Бобруйскмебель», которое в 1992 году преобразовано в народное предприятие. 15 мая 2000 года предприятие преобразовано в закрытое акционерное общество.

## Современное состояние
Фабрика производит более 500 наименований изделий мягкой и корпусной мебели.
В 2019 году фабрика вошла в состав холдинга «Пинскдрев», в 2020 году стала называться «Пинскдрев-Бобруйск».